# William Roberts (metge)
Sir William Roberts FRS (Bodedern, 1830 - 1899) va ser un metge a Manchester, Anglaterra.
Roberts va néixer el 18 de març de 1830 a Bodedern a l'Illa d'Anglesey va ser educat a la Mill Hill School i a la University College London. Va ser membre del Royal College of Surgeons (cirurgians).

## Contribució al descobriment de la penicil·lina
Entre 1870 i 1874, Roberts estudià la dissolució dels bacteris en cultius contaminats per un fong floridura. Estudià l'impacte de Penicillium glaucum, estretament emparentat amb el Penicillium notatum.

## Creació del terme "enzyme"
Roberts encunà el terme "enzyme" (enzim) el 1881, basat en la paraula grega, amb Wilhelm Kuehne usat el 1876. La versió anglisizada va esdevenir popular entre els investigadors cap a la dècada de 1890.

## Dietètica i Dispèpsia
El 1884, publicà "Dietetics and Dyspepsia" on descriu "high feeding" and "low feeding": les dietes de la classe social alta i la classe baixa. Especulà que la dieta era la raó de la capacitat aristocràtica per l'intelectualisme.

## Royal Commission on Opium
Quan la pressió política, entre 1893 i 1895, es va posar en contra de la implicació del govern britànic en el comerç de l'opi de la Xina i l'Índia es va crear la Reial Comissió de l'Opi Royal Commission on Opium per investigar aquesta droga i Sir William Roberts va ser l'expert mèdic de la commissió.